# Emiliano Bonazzoli
Emiliano Bonazzoli (ur. 20 stycznia 1979 roku w Asoli) – włoski piłkarz występujący na pozycji napastnika. Obecnie gra we Regginie Calcio.

## Kariera klubowa
Emiliano Bonazzoli zawodową karierę rozpoczynał w 1996 roku w zespole Brescia Calcio. W debiutanckim sezonie rozegrał tylko jedno spotkanie, a jego drużyna zwyciężyła w rozgrywkach Serie B i awansowała do włoskiej ekstraklasy. W Serie A Bonazzoli zadebiutował 31 sierpnia 1997 roku w przegranym 1:2 meczu z Interem Mediolan. Brescia uplasowała się na piętnastej pozycji w tabeli i powróciła do drugiej ligi. W trakcie sezonu 1998/1999 Bonazzoli został wypożyczony do AC Cesena, a po powrocie do Brescii wywalczył sobie miejsce w podstawowej jedenastce. W letnim okienku transferowym w 2001 roku włoski napastnik został zawodnikiem AC Parma, jednak po rozegraniu jednego spotkania, na resztę sezonu został wypożyczony do Hellasu Werona. Po powrocie na Stadio Ennio Tardini Bonazzoli o miejsce w ataku rywalizował z takimi piłkarzami jak Marco Di Vaio, Hakan Şükür, Savo Milošević oraz Patrick M’Boma.
W styczniu 2003 roku Włoch trafił do drużyny Reggina Calcio, która kupiła połowę praw do karty zawodnika. W ataku nowego klubu najpierw grał z Davidem Di Michele, a następnie z Marco Borriello. W barwach Regginy Bonazzoli wystąpił w 77 ligowych pojedynkach i zdobył siedemnaście bramek. Następnie pozyskaniem włoskiego zawodnika zainteresowała się UC Sampdoria, która po kontuzji Fabio Bazzaniego potrzebowała kupić napastnika.
Ostatecznie ekipę "Blucheratich" Bonazzoli zasilił na zasadzie wypożyczenia, a razem z nim do klubu przywędrował Marco Zamboni. Włoch od razu stał się jednym z najważniejszych piłkarzy w drużynie, jednak zerwanie więzadeł krzyżowych uniemożliwiło mu grę do końca sezonu. Bonazzoli zadeklarował chęć pozostania w Genui, a działacze Sampdorii postanowili odkupić go od Regginy i Parmy.
14 stycznia 2009 roku został wypożyczony do Fiorentiny. Rozegrał dla niej 12 spotkań i strzelił 3 gole, po czym 14 lipca przeszedł do Regginy Calcio.

## Kariera reprezentacyjna
Bonazzoli ma za sobą występy w młodzieżowych reprezentacjach Włoch. Razem z zespołem do lat 21 w 2002 roku dotarł do półfinału mistrzostw Europy.
Do seniorskiej kadry po raz pierwszy został powołany we wrześniu 2006 roku na mecze z Litwą i Francją. W drużynie narodowej zadebiutował jednak dopiero 15 listopada w zremisowanym 1:1 pojedynku przeciwko Turcji. Wówczas do kadry "Squadra Azzura" został powołany w miejsce kontuzjowanego Vincenzo Iaquinty.